# Joanne Linville
Pour les articles homonymes, voir Linville.
(Beverly) Joanne Linville, née le 15 janvier 1928 à Bakersfield (Californie) et morte le 20 juin 2021, est une actrice américaine.

## Biographie
Active surtout à la télévision américaine, Joanne Linville apparaît dans soixante-neuf séries, depuis Studio One (six épisodes, 1954-1958) jusqu'à La Loi de Los Angeles (un épisode, 1988). Mentionnons également Les Envahisseurs (deux épisodes, 1967-1968), Columbo (un épisode, 1973) et Dynastie (deux épisodes, 1982-1983).
S'ajoutent sept téléfilms, le premier diffusé en 1970 ; le dernier (son ultime rôle au petit écran) est Il était une fois James Dean (2001, avec James Franco dans le rôle-titre, elle-même personnifiant Hedda Hopper), réalisé par Mark Rydell, son époux de 1962 à 1973 (divorce).
Au cinéma, elle contribue à seulement six films américains disséminés entre 1950 et 1982, dont La Déesse de John Cromwell (1958, avec Kim Stanley et Lloyd Bridges), Scorpio de Michael Winner (1973, avec Burt Lancaster et Alain Delon) et Une étoile est née de Frank Pierson (version 1976, avec Barbra Streisand et Kris Kristofferson).
Au théâtre enfin, elle joue une fois à Broadway (New York) en 1961, dans une adaptation par Morris West de son roman Daughter of Silence (en) (avec Joe De Santis et Janet Margolin).
En 2011 est publiée son autobiographie, titrée Joanne Linville's Seven Steps to an Acting Craft.

## Filmographie partielle

### Cinéma
- 1950 : Terre damnée (Copper Canyon) de John Farrow : une showgirl
- 1958 : La Déesse (The Goddess) de John Cromwell : Joanna
- 1973 : Scorpio de Michael Winner : Sarah
- 1976 : Une étoile est née (A Star Is Born) de Frank Pierson : Freddie

### Télévision

#### Séries
- 1954-1958 : Studio One
  - Saison 6, épisode 23 Side Street (1954) de Franklin J. Schaffner : Virginia Belden
  - Saison 9, épisode 5 American Primitive (1956), épisode 9 Rachel (1956), épisode 26 The Playwright and the Stars (1957 - Jo Hanley) et épisode 47 The Dark Intruder (1957 - Kathy) de David Greene
  - Saison 10, épisode 27 Mrs. Arris Goes to Paris (1958) de David Greene : Midge Moore
- 1958 : Suspicion
  - Saison unique, épisode 14 Quelqu'un est après moi (Someone Is After Me) de David Greene : Lois
- 1958 : Alfred Hitchcock présente (Alfred Hitchcock Presents)
  - Saison 3, épisode 36 Une bonne cachette (The Safe Place) de James Neilson : Millie Manners
- 1959 : Haine et Passion (Guiding Light), feuilleton, épisodes non spécifiés : Amy Sinclair
- 1959-1960 : One Step Beyond
  - Saison 1, épisode 9 Les Trois Fantômes (The Dead Part of the House, 1959) de John Newland : Tante Minna Boswell
  - Saison 3, épisode 6 Le Pouvoir de la haine (Moment of Hate, 1960) de John Newland : Karen Wadsworth
- 1961 : Échec et mat (Checkmate)
  - Saison 1, épisode 18 Laugh Till I Die de Don Weis : Mona Whitman
- 1961 : La Quatrième Dimension (The Twilight Zone)
  - Saison 3, épisode 4 La Route de la mort (The Passerby) d'Elliot Silverstein : Lavinia Godwin
- 1961 : Aventures dans les îles (Adventures in Paradise)
  - Saison 2, épisode 18 Jeux de pirates (Act of Piracy) de Tom Gries : Christine « Chu Chu » Benoit
  - Saison 3, épisode 5 Le Cercle fermé (The Closing Circle) de Felix E. Feist : Kay Wilson
- 1961 : Laramie
  - Saison 3, épisode 8 The Accusers de Ted Post : Carla Morton
- 1961-1963 : Les Accusés (The Defenders)
  - Saison 1, épisode 2 Killer Instinct (1961) de Franklin J. Schaffner : Peg McCleery
  - Saison 2, épisode 16 Kill or Be Killed (1963) de Sydney Pollack : Vera Jackman
- 1961-1968 : Gunsmoke ou Police des plaines (Gunsmoke ou Marshal Dillon)
  - Saison 7, épisode 2 Old Yellow Boots (1961) de Ted Post : Beulah Parker
  - Saison 8, épisode 7 The Ditch (1962) : Susan
  - Saison 14, épisode 7 9:12 to Dodge (1968) de Marvin J. Chomsky : Elizabeth Devon
- 1962 : C'est arrivé à Sunrise (Bus Stop)
  - Saison unique, épisode 26 I Kiss Your Shadow de John Newland : Donna Gibson
- 1962 : Le Gant de velours (The New Breed)
  - Saison unique, épisode 29 Thousands and Thousands of Miles de Joseph Pevney : Grace Kegler
- 1962 : Le Jeune Docteur Kildare (Dr. Kildare)
  - Saison 1, épisode 32 The Road to the Heart d'Elliot Silverstein : Elizabeth Thornley
- 1962 : Ben Casey
  - Saison 2, épisode 1 Mrs. McBroom and the Cloud Watcher de Sydney Pollack : Sally Collier
- 1962 : Route 66
  - Saison 3, épisode 10 Poor Little Kangaroo Rat de Walter Grauman : Helen Duncan
- 1962-1963 : Naked City
  - Saison 3, épisode 19 Let Me Die Before I Wake (1962) : Rosie Calageras
  - Saison 4, épisode 23 The Highest of Prizes (1963) : Eunice Vale
- 1965 : Les Espions (I Spy)
  - Saison 1, épisode 5 Dans les griffes du dragon (Dragon's Teeth) de Leo Penn : Alicia Kavanaugh
- 1966 : Le Fugitif (The Fugitive)
  - Saison 3, épisode 22 Running Scared : Harriet Ballinger
- 1966 : Bonanza
  - Saison 8, épisode 13 Les Mariés (The Bridegroom) de William F. Claxton : Maggie Dowling
- 1966 : Shane
  - Saison unique, épisode 13 A Long Night of Mourning : Lydia Montgomery
- 1967-1968 : Les Envahisseurs (The Invaders)
  - Saison 1, épisode 15 L'Astronaute (Moonshot, 1967) de Paul Wendkos : Angela Smith
  - Saison 2, épisode 19 Cauchemar (The Pit, 1968) de Lewis Allen : Professeur Pat Reed
- 1967-1969 : Sur la piste du crime (The F.B.I.)
  - Saison 2, épisode 21 Rope of Gold (1967) de Jesse Hibbs : Dorene Hanes
  - Saison 5, épisode 8 The Challenge (1969) de Jesse Hibbs : Ruth Banning
- 1968 : Brigade criminelle (The Felony Squad)
  - Saison 2, épisode 16 Bed of Strangers : Elizabeth DeClose
- 1968 : Star Trek
  - Saison 3, épisode 2 Le Traître (The Enterprise Incident) de John Meredyth Lucas : la commandante romulienne
- 1969-1970 : Hawaï police d'État (Hawaii Five-0)
  - Saison 1, épisodes 21 et 22 La Preuve vivante, 1re et 2e parties (Once Upon a Time, Parts I & II, 1969) : Dr C. L. Fremont
  - Saison 2, épisode 25 La Reine de la Polynésie (Kiss the Queen Goodbye, 1970) d'Abner Biberman : Camilla Carver
- 1970-1972 : The Bold Ones: The New Doctors
  - Saison 2, épisode 5 In Dreams They Run (1970) de Jerry Lewis : Anne Sorenson
  - Saison 4, épisode 4 Time Bomb in the Chest (1972) de Daryl Duke : Joan Stedman
- 1973 : Columbo
  - Saison 3, épisode 3 Candidat au crime (Candidate for Crime) de Boris Sagal : Vickie Hayward
- 1973-1974 : Les Rues de San Francisco (The Streets of San Francisco)
  - Saison 2, épisode 4 Avant de mourir (Before I Die, 1973) de William Hale : Rosemary
  - Saison 3, épisode 6 Une chance de vivre (One Chance to Live, 1974) de Seymour Robbie : Martha Howard
- 1973-1979 : Barnaby Jones
  - Saison 2, épisode 10 The Black Art of Dying (1973) de Walter Grauman : Kay Rogers
  - Saison 7, épisodes 22 et 23 Child of Love, Child of Vengeance, Parts I & II (1979) : Mimi Nettleson Chiles
- 1974 : Kojak
  - Saison 1, épisode 18 Mort debout (Dead on His Feet) de Jeannot Szwarc : Ellen Ryan
- 1977 : Switch
  - Saison 2, épisode 23 Whatever Happened to Carol Harmony? d'Ivan Dixon : Susan
- 1977 : Chips (CHiPs)
  - Saison 1, épisode 3 Un chien encombrant (Dog Gone) : Mme Hirsh
- 1979 : Drôles de dames (Charlie's Angels)
  - Saison 4, épisode 3 Ces dames prennent la route (Angels Go Truckin’) de Lawrence Dobkin : Maggie Brill
- 1979 : Madame Columbo (Mrs. Columbo)
  - Saison 2, épisode 6 Le Mystère de Santa Barbara (Falling Star) de Sam Wanamaker : Paula
- 1982-1983 : Dynastie (Dynasty)
  - Saison 3, épisode 2 Le Toit (The Roof, 1982) et épisode 22 Le Dîner (The Dinner, 1983) de Philip Leacock : Claire Maynard
- 1988 : La Loi de Los Angeles (L.A. Law)
  - Saison 3, épisode 3 Un désir coupable (Romancing the Drone) : Rona Samuels

#### Téléfilms
- 1970 : House on Greenapple Road de Robert Day : Connie Durstine
- 1977 : Secrets de Paul Wendkos : Helen Warner
- 1978 : The Critical List de Lou Antonio : Nan Forrester
- 1978 : The Users de Joseph Hardy : la mère d'Elena
- 1989 : Retour de l'au-delà (From the Dead of Night) de Paul Wendkos : Dr Ann Morgan
- 2001 : Il était une fois James Dean (James Dean) de Mark Rydell : Hedda Hopper

## Théâtre à Broadway (intégrale)
- 1961 : Daughter of Silence, adaptation par Morris West de son roman éponyme, mise en scène de Vincent J. Donehue, décors d'Oliver Smith, costumes d'Oliver Smith et Helene Pons : Valeria